# Pilotes de courses
Pilotes de course est une série télévisée française de Robert Guez diffusée pour la première fois le 5 juin 1975 sur Antenne-2.

## Synopsis
Alain Fory, issu d'une famille modeste, partage la passion de la mécanique avec ses amis Bernard, Pierre et Michel. Ensemble, ils forment une équipe dans le but de participer à des courses automobiles.

## Fiche technique
- Titre : Pilotes de course
- Réalisation : Robert Guez
- Scénario et dialogues : Guillaume de Saint-Pierre
- Adaptation : Robert Guez
- Photographie : René Guissart
- Assistants photo : Noël Martin • Olivier Benoist de Vignault • Daniel Bernard •
- Chef machiniste : Richard Vasseur
- Assistants réalisation : Patrick Brunie • Argia Venturino • Serge Ponviane
- Son : Jean-Philippe Le Roux • Daniel Cheret
- Montage : Claude Gros • Micheline Vaillant
- Mixage : Jacques Decerf • Jean-Jacques Compère
- Musique : Gilbert Assayah • Jean-Daniel Mercier
- Chanson Pilotes écrite et interprétée par Yves Heuzé
- Générique dessiné par Guillaume de Saint-Pierre
- Scripte : Cécilia Mallebois
- Régie : Frédéric Massin • Marc Balzarelli • Paulette Baudrillart
- Administration : Dominique Tricault
- Production : Cyril Grize • Joël Foulon
- Sociétés de production : Antenne 2 • Société nouvelle Pathé Cinéma
- Durée : 26 épisodes de 13 minutes
- Pays :  France
- Première diffusion : 
  -  France : 5 juin 1975 au 7 juillet 1975
- Rediffusions : 
  -  France : avril-mai 1979 sur Antenne 2 (26 épisodes de 13 minutes)
  -  France : juillet-août 1989 sur Antenne 2 (6 épisodes de 55 minutes)

## Distribution
- François Duval : Alain Fory
- Yves Heuzé : Éric Saint-Mare
- Marie-Georges Pascal : Brigitte Ducel
- Luc Florian : Bernard Guesdon
- Jean-Claude Magret : Pierrot
- Bernard Jeantet : Michel
- Nanette Corey : Sabine Anvers
- Robert Rollis : Marcel
- Paul Savatier : M. Fory
- Monique Delaroche : Mme Fory
- Armand Isnard : Armand Fory
- Maryse Mejean : Chantal Saint-Mare
- François Timmerman : Vauclair
- Henri Tisot : le patron d'Alain
- René Havard : M. Ducel
- Sacha Pitoëff : le patron de Brigitte
- Claude Marcault : Marie-Lou Bellevue
- Bernard Charlan : un officiel
- Marcel Charvey : un officiel
- Monique Morisi : la femme du 4
- Raymond Meunier : le vendeur de pièces
- Clément Michu : un gendarme
- Paul Pavel : l'acheteur de la Dauphine
- Alain Chevallier : un officiel
- Jean-Paul Tribout : le copilote excédé
- Rogers : l'automobiliste bloqué
- André Thorent : un commanditaire
- Paul Demange : un concurrent amateur
- Georges Adet : un employé CACIC
- Denis Seurat : un pilote
- Jean-Luc Thérier : un pilote
- François Guillaume : un pilote